# Intenção
Intenções são estados mentais nos quais o agente se compromete com um curso de ação. Ter o plano de visitar o zoológico amanhã é um exemplo de uma intenção. O plano de ação é o conteúdo da intenção, enquanto o compromisso é a atitude em relação a este conteúdo. Outros estados mentais podem ter planos de ação como conteúdo, como quando se admira um plano, mas diferem das intenções, já que não envolvem um compromisso prático para realizar este plano. As intenções bem sucedidas trazem o curso de ação pretendido, enquanto as intenções mal sucedidas não conseguem fazê-lo. As intenções, como muitos outros estados mentais, têm intencionalidade: representam possíveis estados de coisas.
Teorias de intenção tentam captar os traços característicos das intenções. A teoria de crença e desejo é a abordagem tradicionalmente dominante. De acordo com uma versão simples dela, ter uma intenção não é nada além de ter o desejo de realizar uma determinada ação e a crença de que se realizará esta ação. As teorias de crença e desejo são frequentemente criticadas com base no fato de que nem as crenças nem os desejos envolvem um compromisso prático de realizar uma ação, o que é muitas vezes ilustrado em vários contra-exemplos. A teoria de avaliação tenta superar esse problema explicando intenções em termos de avaliações incondicionais. Isto quer dizer que as intenções não apenas apresentam o curso de ação pretendido como bom em algum aspecto, como é o caso dos desejos, mas como bom considerando tudo. Esta abordagem tem problemas para explicar casos de akrasia, ou seja, que agentes nem sempre pretendem o que consideram o melhor curso de ação. Uma teoria intimamente relacionada identifica intenções não com avaliações incondicionais, mas com desejos predominantes. Afirma que a intenção de fazer algo consiste em desejá-lo ao maior grau. Os opositores desta abordagem articularam vários contra-exemplos com o objetivo de mostrar que as intenções nem sempre coincidem com o desejo mais forte do agente. Uma abordagem diferente das teorias mencionadas até agora é devida a Elizabeth Anscombe e nega a distinção entre intenções e ações. Em sua opinião, a intenção de um objetivo já é uma forma de agir em direção a esse objetivo e, portanto, não um estado mental distinto. Este relato tem dificuldades em explicar casos em que intenções e ações parecem estar separadas, como quando o agente atualmente não está fazendo nada para realizar seu plano ou no caso de ações fracassadas. A teoria de auto-referencialidade sugere que intenções são auto-referenciais, ou seja, que não apenas representam o curso de ação pretendido, mas também representam a si mesmas como a causa da ação. No entanto, a afirmação de que isto acontece no nível do conteúdo da intenção foi contestada.
O termo "intenção" refere-se a um grupo de fenômenos relacionados. Por esta razão, os teóricos frequentemente distinguem vários tipos de intenções para evitar mal-entendidos. A distinção mais discutida é aquela entre as intenções prospectivas e as imediatas. As intenções prospectivas, também conhecidas como "prior intentions", envolvem planos para o futuro. Elas podem ser subdivididas de acordo com a distância em que planejam: as intenções proximais envolvem planos para o que se quer fazer agora, enquanto as intenções distais estão preocupadas com um futuro mais remoto. As intenções imediatas, por outro lado, são intenções que guiam o agente enquanto está realizando a ação em questão. Também são chamadas de "intentions-in-action". O termo "intenção" geralmente se refere a meios ou fins antecipados que motivam o agente. Mas, em alguns casos, pode se referir a efeitos colaterais antecipados que não são nem meios nem fins para o agente. Neste caso, o termo "intenção oblíqua" é às vezes usado. As intenções são racionalmente avaliáveis: ou são racionais ou irracionais. As intenções conscientes são a forma paradigmática de intenção: nelas, o agente está consciente de seus objetivos. No entanto, foi sugerido que as ações também podem ser guiadas por intenções inconscientes das quais o agente não tem conhecimento.
A formação de intenções é às vezes precedida pela deliberação de cursos de ação alternativos promissores e pode acontecer em decisões, nas quais o agente escolhe entre estas alternativas. As intenções são responsáveis por iniciar, sustentar e terminar ações e são frequentemente usadas para explicar por que as pessoas se envolvem em um determinado comportamento. Entender o comportamento dos outros em termos de intenções já acontece na primeira infância. Importante neste contexto é o papel de gestos, apontar, atenção e movimento ocular para entender as intenções dos outros e formar intenções compartilhadas. Na filosofia da ação, uma questão central é se é verdade para todas as ações intencionais que são causadas ou acompanhadas por intenções. A teoria da ação racional visa prever o comportamento baseado em como as atitudes preexistentes e as normas subjetivas determinam as intenções comportamentais. Na ética, o princípio da intenção afirma que se uma ação é moralmente permissível às vezes depende da intenção do agente para realizar esta ação.

## Definição
Intenções são estados mentais que envolvem planos de ação com os quais o agente se comprometeu. Como planos de ação, podem guiar o comportamento. O plano de ação constitui o conteúdo da intenção, enquanto o compromisso é a atitude do agente em relação a este conteúdo. O termo "intenção" pode ser usado tanto para intenções prospectivas, que ainda não estão executadas, quanto para as intenções que guiam o comportamento quando está ocorrendo, as chamadas intenções imediatas, como discutido abaixo. A intenção de estudar amanhã é um exemplo de intenções prospectivas enquanto tentar ganhar um jogo marcando uma cesta de três pontos envolve uma intenção imediata.
A psicologia do senso comum explica o comportamento humano com base em estados mentais, incluindo crenças, desejos e intenções. Essa explicação é baseada na ideia de que os desejos motivam o comportamento e as crenças direcionam o comportamento para o objetivo desejado. Isso pode ser entendido em termos de cadeias causais, ou seja, que desejos causam intenções, intenções causam ações e ações causam a realização do resultado desejado.

### Conteúdo e compromisso
As intenções, como vários outros estados mentais, podem ser entendidas como constituídas por dois componentes: um conteúdo e uma atitude em relação a este conteúdo. Nesta visão, o conteúdo de uma intenção é o plano de ação em questão e a atitude envolve um compromisso de executar essa ação. Intenções podem compartilhar o mesmo conteúdo com outros estados mentais, como crenças e desejos. Mas os diferentes estados mentais são distinguidos uns dos outros em relação às suas atitudes. Admirar a ideia de ajudar os pobres, por exemplo, é diferente de ter a intenção de ajudar os pobres, embora os dois estados compartilham o mesmo plano como seu conteúdo. Uma diferença entre desejos e intenções é que intenções impõem mais restrições ao seu conteúdo. Isto inclui que as intenções são dirigidas a possíveis cursos de ação, ou seja, que envolvem algo que o agente pode fazer ou, pelo menos, pensa que pode fazer. Desejos, por outro lado, não envolvem essa forma de restrição. Neste sentido, é possível desejar um tempo ensolarado para amanhã, mas não ter a intenção de um tempo ensolarado para amanhã.
Um aspecto central das intenções com respeito à atitude em relação ao seu conteúdo é que o agente se comprometeu com o plano em questão. Isto é diferente de simplesmente querer fazer algo e pensar que fazer isso seria bom. Às vezes argumenta-se que este compromisso consiste em um julgamento completo de que o curso de ação pretendido é bom. Nesta visão, as intenções avaliam seu curso de ação pretendido como bom considerando tudo. Este aspecto contrasta com os desejos, que avaliam seu objeto apenas como bom em algum sentido, mas deixam aberto se é mau em outro sentido. Alguém que ainda está deliberando se deve realizar uma determinada ação, por exemplo, ainda não se comprometeu a realizá-la e, portanto, carece da intenção correspondente. Argumentou-se que essa forma de compromisso ou de estar decidido é exclusiva das intenções e não é encontrada em outros estados mentais como crenças ou desejos. Neste sentido, as intenções podem ser baseadas em ou acompanhadas por crenças e desejos, mas não são redutíveis a eles.
Outro aspecto importante das intenções é que têm condições de satisfação, como crenças e desejos. Isso significa que as intenções são ou bem sucedidas ou mal sucedidas. Uma intenção que produz a ação pretendida é uma intenção bem sucedida. Mas se o comportamento produzido não alcança seu objetivo, a intenção é mal sucedida. O conteúdo da intenção determina suas condições de satisfação. O sucesso geralmente não depende totalmente do agente, já que vários fatores fora do controle e da consciência do agente podem influenciar o sucesso da ação tentada.

### Intenção e intencionalidade
O significado do termo "intenção" é diferente do termo "intencionalidade", embora os dois estão intimamente relacionados. Intencionalidade é o termo mais geral: refere-se ao poder das mentes de representar coisas, propriedades e estados de coisas. As intenções são uma forma de intencionalidade, já que seus conteúdos representam cursos de ação possíveis. Mas existem outras formas de intencionalidade, como simples crenças ou percepções, que não envolvem intenções. O adjetivo "intencional" é ambíguo, pois pode se referir tanto a intenções quanto a intencionalidade.

## Teorias da intenção
As teorias de intenção tentam captar os traços característicos das intenções. Alguns relatos se concentram mais nas intenções prospectivas ou imediatas, enquanto outros visam fornecer um relato unificado destes diferentes tipos de intenção.

### Teoria de crença e desejo
A abordagem tradicionalmente dominante reduz intenções a crenças e desejos de ação. Um desejo de ação é um desejo de realizar uma ação. Nesta visão, ter a intenção de fazer esporte amanhã é ter o desejo de fazer esporte amanhã junto com a crença de que se fará esporte amanhã. Alguns relatos também sustentam que essa crença é baseada no desejo: acredita-se que o fará porque deseja fazê-lo. Uma definição semelhante vê as intenções como "expectativas auto-realizáveis que são motivadas por um desejo de sua realização e que se representam como tal". Uma virtude importante desta abordagem é sua simplicidade e seu poder explicativo. Também consegue explicar o fato de que parece haver uma relação estreita entre o que se acredita, o que se deseja e o que se tem intenções de fazer. No entanto, vários argumentos contra esta redução foram apresentados na literatura contemporânea. Muitas vezes tomam a forma de contra-exemplos, nos quais há tanto uma crença correspondente quanto um desejo sem uma intenção ou uma intenção sem um destes componentes. Isto às vezes é explicado em relação à ideia de que as intenções envolvem uma forma de compromisso com o curso de ação pretendido pelo agente. Mas este aspecto não está presente nas crenças e desejos por si só. Por exemplo, ao considerar se responder a um insulto através de retaliação, o agente pode ter tanto o desejo de fazê-lo quanto a crença de que acabará fazendo isso, com base em como agiu no passado. No entanto, o agente pode ainda não ter a intenção correspondente, já que não está totalmente decidido. Também é possível ter a intenção de fazer algo sem acreditar que realmente o fará, por exemplo, porque o agente tinha intenções semelhantes anteriormente e também não agiu sobre elas naquela época ou porque o agente não tem certeza se será bem sucedido. Mas tem sido argumentado que uma relação mais fraca entre intenções e crenças pode ser verdadeira, por exemplo, que as intenções envolvem a crença de que há uma chance de alcançar o que se pretende.
Outra objeção se concentra na diferença normativa entre crenças e intenções. Isto é relevante para casos em que o agente não atua de acordo com o curso de ação pretendido, por exemplo, devido a ter uma vontade fraca. Este tipo de falha é diferente do mero erro epistêmico de predizer incorretamente o próprio comportamento. No entanto, várias teorias de crença e desejo são incapazes de explicar esta diferença normativa. Outros argumentos se concentram nas dissemelhanças entre estes estados. Por exemplo, pode-se desejar coisas impossíveis, mas não se pode ter a intenção de fazer o que se pensa que é impossível. E, enquanto que as crenças podem ser verdadeiras ou falsas, isto não se aplica às intenções.

### Teoria de avaliação
Outra abordagem proeminente, devido a Donald Davidson, vê as intenções como atitudes avaliativas. Em sua opinião, os desejos são atitudes avaliativas condicionais, enquanto as intenções são atitudes avaliativas incondicionais. Isto significa que os desejos veem seu objeto como positivo em um certo respeito, enquanto as intenções veem seu objeto como positivo em geral ou considerando tudo. Assim, o agente pode ter o desejo de ir à ginásio porque é saudável, enquanto sua intenção de ir à ginásio é baseada na avaliação de que é bom considerando tudo. Esta teoria está intimamente relacionada com a teoria de crença e desejo explicada acima, pois também inclui a ideia de que as crenças estão envolvidas nas intenções. Aqui, a crença em questão não é uma crença de que se fará a ação, mas uma crença de que a ação em questão é um meio para o fim positivamente avaliado.
Essa teoria foi criticada com base na ideia de que existe uma diferença entre avaliar um curso de ação e comprometer-se com um curso de ação. Esta diferença é importante para explicar casos de akrasia, ou seja, que as pessoas nem sempre fazem o que acreditam ser o melhor a fazer. Um exemplo de akrasia é um autor que acredita que seria melhor trabalhar em seu novo livro, mas acaba assistindo TV, apesar de sua atitude avaliativa incondicional em favor do trabalho. Neste sentido, as intenções não podem ser atitudes avaliativas incondicionais, já que é possível pretender fazer uma alternativa enquanto se tem uma atitude avaliativa incondicional em relação a outra alternativa.

### Teoria do desejo mais forte
Outra teoria se concentra exclusivamente na relação entre intenção e desejo. Afirma que a intenção de fazer algo consiste em desejá-lo ao maior grau. A afirmação de que as intenções são acompanhadas de desejos é geralmente aceita. Mas há vários argumentos contra a afirmação de que as intenções não são nada além de desejos. Geralmente se concentram em casos em que as pessoas pretendem fazer algo diferente de seu desejo predominante. Por exemplo, o agente pode ter a intenção de ir ao ginásio embora tenha um desejo muito mais forte de ir ao pub em vez disso. Isto pode ser o caso porque o agente pensa que ir ao ginásio é melhor, mesmo que isso não esteja em sintonia com seus desejos. Outro contra-exemplo vem de casos em que o agente ainda não formou uma intenção, embora um desejo seja predominante. Uma teoria intimamente relacionada entende intenções como disposições para agir e desejos como disposições para formar intenções, ou seja, como disposições de ordem superior para agir.

### Intenção como ação
A maioria das teorias de intenção vê as intenções como estados mentais que estão intimamente relacionados às ações, mas que podem ocorrer sem a ação correspondente em questão. Elizabeth Anscombe e seus seguidores fornecem um relato alternativo que nega a distinção entre intenções e ações. Nesta visão, ter a intenção de alcançar um objetivo já é uma forma de agir em direção a esse objetivo e, portanto, não um estado mental distinto. Isto significa que quando se pretende visitar o zoológico na próxima quinta-feira, já está a caminho para fazê-lo. Um ponto forte importante deste relato é que ele fornece uma explicação unificada das intenções: não é necessário distinguir entre intenções prospectivas e imediatas, já que todas as intenções são intenções imediatas.
Um contra-argumento óbvio a esta posição é que, no exemplo do zoológico acima, não se está fazendo nada atualmente para realizar este plano. Os defensores rejeitaram este argumento tentando elucidar como até mesmo os passos preparatórios mínimos já podem ser vistos como parte da ação. Tais passos podem incluir, por exemplo, não fazer nenhum outro plano que possa interferir com o plano em questão, como planejar um encontro diferente ao mesmo tempo em um local diferente. Outra objeção é baseada na observação de que nem todas as intenções são bem sucedidas, ou seja, que se pode ter a intenção de fazer algo, mas falhar em fazê-lo. Por exemplo, pode-se ter a intenção de seguir a rota mais curta para casa, mas tomar um rumo errado e, assim, não realizar a ação correspondente. Em tais casos, pode-se argumentar que a intenção estava presente enquanto a ação estava ausente, ou seja, o agente tinha a intenção de tomar a rota mais curta, mas não tomou a rota mais curta. A possibilidade de os dois se separarem sugere que eles não são idênticos.

### Teoria de auto-referencialidade
A teoria de auto-referencialidade afirma que uma característica central das intenções é que elas são auto-referenciais. Isto significa que as intenções não representam apenas o curso de ação pretendido, mas também representam a si mesmas como a causa da ação. Nesta visão, a intenção de ir ao ginásio se representa a si mesma como a causa de ir ao ginásio. Uma motivação importante para aceitar uma teoria de auto-referencialidade é explicar um certo tipo de caso: um caso em que o comportamento é exatamente como foi pretendido, mas a intenção ou não causou o comportamento em absoluto ou não o causou da maneira correta. Por exemplo, o agente tem a intenção de atirar em um intruso, então é assustado por uma sombra em movimento, o que faz com que seu dedo se contraia, atirando assim no intruso. É frequentemente afirmado que, em tais casos, o comportamento em questão não constitui uma ação intencional, ou seja, que o agente não atirou no intruso intencionalmente, apesar de ter a intenção de atirar no intruso e de atirar no intruso. Este paradoxo pode ser resolvido através de teorias de auto-referencialidade. O comportamento em questão não é uma ação intencional porque a intenção não foi devidamente realizada: era parte da intenção de causar o comportamento, o que não aconteceu da maneira correta. É geralmente aceito que as intenções têm que causar o comportamento correspondente da maneira correta para que as ações intencionais surjam. No entanto, a alegação de que isto acontece no nível do conteúdo da intenção, ou seja, que a intenção se representa como causadora do comportamento, é frequentemente contestada. Em vez disso, argumentou-se que o conteúdo das intenções consiste apenas no plano de ação correspondente sem representar a própria intenção e sua relação causal com a execução deste plano.

## Tipos de intenções
Algumas dificuldades para compreender intenções são devidas a várias ambiguidades e inconsistências na forma como o termo é usado na linguagem comum. Por esta razão, os teóricos muitas vezes distinguem vários tipos de intenções para evitar mal-entendidos e especificar claramente o que está sendo pesquisado.

### Prospectivo e imediato
Uma diferença importante entre intenções é a que existe entre as intenções prospectivas e as imediatas. As intenções prospectivas, também chamadas de "prior intentions", implicam uma visão de futuro: são planos mantidos pelo agente para realizar algum tipo de ação no futuro. Elas são diferentes de meramente desejar realizar esta ação, já que o agente se comprometeu a segui-las quando chegar a hora. Neste sentido, às vezes se sustenta que os desejos avaliam seu objeto apenas em relação a um aspecto específico, enquanto os compromissos nas intenções são baseados em uma avaliação completa. Nesta visão, o curso de ação pretendido não é avaliado apenas como bom em um aspecto, mas como bom considerando tudo. Em alguns casos, a intenção pode apontar para um futuro muito distante, como quando um adolescente decide que quer se tornar presidente algum dia. Em outros casos, a formação da intenção prospectiva apenas precede ligeiramente a ação, como quando o agente tem a intenção de coçar as costas e o faz imediatamente. O compromisso com o curso de ação é reversível. Portanto, se o agente encontrar boas razões mais tarde para não seguir adiante, a intenção pode ser abandonada ou reformulada. Neste sentido, ter a intenção prospectiva de realizar uma ação específica não garante que essa ação seja realmente realizada mais tarde.
As intenções imediatas, também conhecidas como "intentions-in-action", são intenções que guiam o agente enquanto está executando a ação em questão. Elas estão intimamente relacionadas com o sentido de agência. O compromisso do agente com o curso de ação em questão consiste em sua execução ativa do plano. Mas nem todas as formas de comportamento humano são intencionais. Levantar a mão pode acontecer intencionalmente ou não, por exemplo, quando um aluno quer sinalizar ao professor que tem uma pergunta em contraste com um reflexo corporal involuntário. Muitas vezes se sustenta que um aspecto central das intenções imediatas é que o agente sabe o que está fazendo e por que o está fazendo. Isto significa que a ação é acompanhada por uma certa forma de conhecimento que está ausente no mero comportamento útil. Este aspecto é às vezes usado para contrastar o comportamento de humanos e animais. Não há um consenso geral de que todas as ações intencionais são acompanhadas por este tipo de conhecimento. Uma razão para duvidar disto é que, mesmo para ações intencionais, o agente nem sempre é capaz de articular o que está fazendo e por que o está fazendo. Alguns defensores tentam explicar isto sustentando que o conhecimento correspondente está lá, mesmo que não seja consciente.

#### Proximal e distal
As intenções prospectivas podem ser categorizadas de acordo com a distância a que planejam. As intenções proximais envolvem planos para o que se quer fazer imediatamente, enquanto as intenções distais planejam mais adiante. A mesma intenção pode ser tanto proximal quanto distal se for dirigida tanto para o que fazer agora quanto para o que fazer depois. Por exemplo, decidir começar a assistir um filme agora em uma sessão envolve uma intenção que é ao mesmo tempo proximal e distal. Essa distinção é importante, já que muitos cursos de ação são complexos demais para serem representados ao mesmo tempo com todos os detalhes. Em vez disso, geralmente apenas as intenções proximais envolvem representações detalhadas, enquanto as intenções distais podem deixar seu objeto vago até que se torne mais relevante para a tarefa em questão. Mas as intenções distais ainda desempenham um papel importante na orientação da formação de intenções proximais. Um plano simples de comprar baterias na loja de eletrônicos próxima, por exemplo, envolve muitos passos, como calçar os sapatos, abrir a porta, fechá-la e trancá-la, ir ao semáforo, virar à esquerda, etc. Estes passos não são representados com todos os detalhes enquanto o agente está calçando os sapatos. Central para este processo é a capacidade do agente de monitorar o progresso em relação à intenção proximal e ajustar o comportamento atual de acordo. Desta forma, a intenção tem a capacidade de coordenar o comportamento do agente ao longo do tempo. Embora as intenções proximais e distais sejam relevantes para o sentido de agência, foi argumentado que as intenções distais levam a um sentido de agência mais forte.

### Motivacional e oblíquo
As ações intencionais realizadas por agentes geralmente trazem consigo um grande número de consequências maiores ou menores. O agente normalmente não tem conhecimento de muitas delas. Em relação a essas consequências, o agente está agindo de forma não intencional. Outras consequências são antecipadas pelo agente. Algumas são motivacionais, pois constituem a razão do agente para realizar a ação. Um terceiro tipo envolve consequências das quais o agente está ciente, mas que não desempenham nenhum papel importante para a motivação do agente. Estes são os objetos das intenções oblíquas: envolvem efeitos colaterais que o agente atura para realizar sua intenção principal. Por exemplo, Ted não sabe que fumar causa câncer de bexiga, mas sabe que o ajuda a lidar com o estresse e que causa câncer de pulmão. Sua razão para fumar é lidar com o estresse. Aumentar o risco de câncer de pulmão é um efeito colateral que ele atura. Assim, ao fumar, Ted aumenta seu risco de câncer de bexiga de forma não intencional, sua intenção motivacional é lidar com o estresse enquanto o aumento do risco de câncer de pulmão é uma intenção oblíqua. As intenções motivacionais são a forma paradigmática de intenções e são o foco principal da literatura acadêmica sobre intenções.
Estas distinções são relevantes para a moralidade e a lei.  Cometer um crime sem intenção, por exemplo, é geralmente visto como uma ofensa menos grave do que cometer o mesmo crime intencionalmente. Isto é frequentemente referido como negligência, em contraste com ter más intenções. Geralmente se considera que as consequências más intencionadas obliquamente têm mais peso no nível moral do que as consequências más não intencionais. Não há consenso se o comportamento obliquamente intencionado constitui uma ação intencional, por exemplo, se é correto afirmar que os fumantes conscientes dos perigos prejudicam sua saúde intencionalmente.

### Racional e irracional
As intenções são racionalmente avaliáveis: são ou racionais ou irracionais. Neste sentido, contrastam com os estados mentais arracionais, como impulsos ou experiências de tontura, que estão fora do domínio da racionalidade. Vários critérios para a racionalidade das intenções foram propostos. Alguns sustentam que as intenções são baseadas em desejos e crenças e que, portanto, sua racionalidade depende desses desejos e crenças. Nesta visão, os desejos apresentam certos objetivos, as crenças apresentam os meios necessários para alcançar estes objetivos e as intenções constituem compromissos para realizar os meios para atingir estes objetivos. Neste sentido, uma intenção baseada em estados irracionais é irracional em si mesma. Por exemplo, a intenção de curar-se através do poder dos cristais é irracional se é baseada em uma crença irracional sobre o poder curativo dos cristais. Mas a irracionalidade também pode surgir se duas intenções não forem consistentes uma com a outra, ou seja, se o agente pretende realizar uma ação e realizar outra ação enquanto acredita que estas duas ações são incompatíveis uma com a outra. Uma forma intimamente relacionada de irracionalidade se aplica à relação entre meios e fins. Este chamado princípio de coerência meio-fim (principle of means-end coherence) sustenta que é irracional ter a intenção de realizar uma ação sem ter a intenção de realizar outra ação, enquanto se acredita que esta última ação é necessária para alcançar a primeira ação. Por exemplo, seria irracional ter a intenção de se tornar saudável se o agente acredita que o exercício é necessário para se tornar saudável, mas não está disposto a se exercitar. Neste caso, ainda pode ser racional para o agente desejar se tornar saudável, mas a intenção correspondente não é. Este princípio é expresso no provérbio "quem quer o fim, quer os meios". Também foi sugerido que requisitos adicionais de racionalidade dizem respeito à consistência entre crenças e intenções.

### Consciente e inconsciente
De especial importância para a psicologia e a psicanálise é a diferença entre intenções conscientes e inconscientes.  Intenções inconscientes são frequentemente usadas para explicar casos em que um agente se comporta de uma certa maneira sem estar ciente disso. Isto é especialmente relevante se o comportamento é claramente dirigido a um objetivo, enquanto o agente não tem a intenção consciente de perseguir este objetivo ou nem sequer está ciente de ter este objetivo. No início, as intenções inconscientes são geralmente atribuídas ao agente pelos espectadores e só podem ser reconhecidas pelo próprio agente retrospectivamente. Mas esta forma de explicação nem sempre é conclusiva, já que, pelo menos para alguns casos, outras explicações também estão disponíveis. Por exemplo, alguns comportamentos podem ser explicados como a execução de um hábito cego, que pode ocorrer sem consciência nem intenção.
Vários exemplos proeminentes, devido a Sigmund Freud, envolvem deslizes da língua, como declarar que uma reunião está encerrada quando se pretende abri-la. Freud vê tais fenômenos não como erros involuntários, mas atribui a eles um significado mais profundo como expressões de desejos inconscientes. Como uma janela para o inconsciente, interpretar as intenções inconscientes por trás de tais fenômenos e aumentar a consciência do paciente sobre eles são aspectos importantes da psicanálise freudiana. Mas não há um acordo geral sobre se este tipo de comportamento deve ser visto como um comportamento intencional. As intenções inconscientes também são às vezes usadas para explicar comportamentos aparentemente irracionais. Neste sentido, foi afirmado que a lavagem excessiva das mãos vista em algumas pessoas com o transtorno obsessivo-compulsivo pode ser motivada por uma intenção inconsciente de lavar a culpa, mesmo que a pessoa possa citar razões muito diferentes quando questionada.
Os críticos da noção de "intenções inconscientes" levantaram dúvidas sobre as evidências empíricas citadas a favor das intenções inconscientes, que muitas vezes são baseadas em interpretações dependentes de várias suposições controversas. Outra linha de argumentação é dirigida contra o próprio conceito de "intenção inconsciente". Nesta visão, é incoerente falar dos estados mentais em questão como intenções inconscientes. A razão dada para isto é que a intenção de algo deve ser acompanhada de alguma forma de autoconhecimento por parte do agente sobre o que se pretende. Isto não seria possível se o estado mental fosse inconsciente.

### Outros
Várias outras distinções entre tipos de intenções são encontradas na literatura acadêmica. Intenções condicionais são intenções de fazer algo apenas se uma certa condição for cumprida. Planejar devolver um livro a uma amiga com a condição de que ela o peça é um exemplo de uma intenção condicional. Ter a intenção incondicional de devolver o livro, por outro lado, envolve planejar devolvê-lo independentemente do comportamento da amiga. As intenções incondicionais são mais fortes no sentido de que o agente está totalmente comprometido com o curso da ação sem depender da presença de uma condição desencadeadora.
Também pode ser feita uma distinção entre intenções que agem como meios para outras intenções e intenções de fazer algo por si mesmo. Isto está intimamente relacionado com a diferença entre desejos intrínsecos e instrumentais. Por exemplo, uma intenção de ir ao supermercado pode ser baseada em outra intenção: a intenção de comer. Devido a esta dependência, o agente não teria formado a intenção anterior se a última intenção tivesse estado ausente. Em casos normais, a intenção instrumental desaparece se a intenção na qual se baseia não existe mais. No exemplo acima, o agente pode abandonar a intenção de ir ao supermercado se o médico recomendar que comece a jejuar. Mas há casos especiais em que a intenção instrumental persiste, às vezes chamada de inércia motivacional.

## Formação de intenções
Intenções podem surgir de maneiras diferentes. O tipo paradigmático de formação de intenções acontece através da razão prática na forma de decisões. Neste caso, várias alternativas são consideradas pelo agente, que então escolhe a mais favorável. Esta escolha resulta em um compromisso com o plano de ação escolhido e, portanto, constitui a formação de uma intenção. Muitas vezes, a escolha em si é precedida por deliberação. A deliberação envolve a formulação de cursos de ação promissores e a avaliação de seu valor, considerando as razões a favor e contra eles. Um exemplo deste tipo de formação de intenções é um estudante que fica acordado a noite toda pensando se formar em inglês e finalmente decide fazê-lo. Mas nem todas as decisões são precedidas de deliberação e nem todos os atos de deliberação resultam em uma decisão. Outro tipo de formação de intenção acontece sem tomar nenhuma decisão explícita. Em tais casos, o agente simplesmente se encontra comprometido com o curso de ação correspondente sem decidir conscientemente a favor dele ou contra suas alternativas. Este é o caso de muitas ações feitas por hábito. Por exemplo, destrancar habitualmente a porta do escritório pela manhã é geralmente uma ação intencional que ocorre sem uma decisão explícita prévia para fazê-lo. Foi argumentado que as decisões podem ser entendidas como um tipo de ação mental que consiste em resolver a incerteza sobre o que fazer. As decisões geralmente são vistas como uma mudança momentânea de não ter a intenção para tê-la. Isso contrasta com a deliberação, que normalmente se refere a um processo prolongado. Mas estas distinções técnicas nem sempre se refletem em como os termos são usados na linguagem comum.

## Funções psicológicas
As intenções têm várias funções psicológicas na mente do agente. Alguns teóricos das intenções até mesmo baseiam sua definição de intenções nas funções que executam. As intenções são responsáveis por iniciar, continuar e terminar ações. Nesse sentido, estão intimamente relacionadas à motivação. Eles também ajudam a guiar a própria ação e tentam coordenar o comportamento do agente ao longo do tempo. Uma função semelhante das intenções é coordenar o próprio comportamento com o de outros agentes, seja formando intenções em conjunto ou reagindo às intenções que outros já têm. Isto permite várias formas complexas de cooperação. Nem todas as formas de comportamento humano são guiadas por intenções. Isto diz respeito, por exemplo, a reflexos corporais como espirros ou outros processos descontrolados como a digestão, que acontecem sem seguir um plano mental previamente elaborado. As intenções estão intimamente relacionadas com a razão prática, ou seja, com as razões pelas quais agimos. Essas razões são frequentemente explicadas em termos de crenças e desejos. Por exemplo, a razão do agente para atravessar uma estrada pode consistir em seu desejo de chegar ao outro lado e na crença de que isso é alcançado ao cruzá-la. Devido a esta estreita conexão com o comportamento, as intenções são frequentemente usadas para explicar por que as pessoas se envolvem em um determinado comportamento. Tais explicações são muitas vezes teleológicas no sentido de que citam o objetivo pretendido como a razão para o comportamento.

## Relação com outros conceitos

### Crenças e desejos
As intenções estão intimamente relacionadas com outros estados mentais, como crenças e desejos. É geralmente aceito que as intenções envolvem alguma forma de desejo: a ação pretendida é vista como boa ou desejável em algum sentido. Este aspecto torna possível que as intenções motivem ações. Várias maneiras foram sugeridas de como as intenções estão relacionadas com crenças. Por um lado, parece impossível ter a intenção de fazer algo que se acredita ser impossível. Alguns relatos vão ainda mais longe e sugerem que as intenções envolvem a crença de que se realizará a ação em questão. Além disso, foi sugerido que as crenças são necessárias para que as intenções conectem o comportamento com o objetivo pretendido. Nesta visão, as intenções envolvem a crença de que o comportamento pretendido causaria o objetivo pretendido.

### Ação
Na filosofia da ação, uma questão central é como as ações devem ser definidas, ou seja, como elas diferem de outros tipos de eventos, como um nascer do sol, um carro quebrando ou a digestão. A abordagem mais comum a esta questão define ações em termos de intenções. De acordo com Donald Davidson, uma ação é um evento que é intencional sob alguma descrição. Neste ponto de vista, é um aspecto central das ações que são causadas pelo estado mental de um agente: sua intenção. Outro aspecto importante é que esta causação acontece da maneira correta, ou seja, que a intenção causa o evento que planejou e que o evento é causado usando as habilidades do agente. Estes requisitos adicionais são necessários para excluir as chamadas cadeias causais desviantes (wayward causal chains), ou seja, casos em que o comportamento pretendido acontece, mas a intenção correspondente ou não causou o comportamento em absoluto, ou não o causou da maneira correta.
Alguns filósofos rejeitaram este vínculo estreito entre ação e intenção. Essa crítica é baseada na ideia de que uma pessoa pode realizar uma ação intencionalmente sem ter a intenção correspondente de realizá-la. Fazer algo intencionalmente está geralmente associado a fazê-lo por uma razão. A questão, então, é se fazer algo por uma razão é possível sem ter uma intenção correspondente. Isto é especialmente relevante para ações simples que fazem parte de rotinas maiores. Caminhar até o cinema, por exemplo, envolve dar vários passos. De acordo com este argumento, cada passo é uma ação intencional, mas o agente não forma uma intenção distinta para cada passo. Em vez disso, a maioria deles não são explicitamente representados pela mente. Outro contra-exemplo contra a tese de que realizar uma ação intencionalmente envolve a intenção de realizar esta ação é baseado na consciência dos efeitos colaterais não intencionais, às vezes chamados de intenções oblíquas. Um exemplo é um presidente que decide apoiar um novo projeto para aumentar os lucros, apesar de seu impacto negativo sobre o meio ambiente. Neste caso, foi argumentado que o presidente prejudica o meio ambiente intencionalmente sem a intenção de fazê-lo.

#### Puzzle da toxina
Um experimento mental bem conhecido sobre a relação entre intenção e ação é o puzzle da toxina devido a Gregory Kavka. Trata-se de um bilionário que oferece ao agente um milhão de dólares por formar a intenção até o final do dia de beber um frasco de toxina no dia seguinte. A toxina deixa uma pessoa doente por um dia, mas não tem nenhum efeito duradouro além disso. Não importa se o agente realmente bebe a toxina no dia seguinte, o que importa é que ele tem a intenção de fazê-lo ao final do dia de hoje. O puzzle diz respeito à questão de se é realmente possível formar essa intenção. A razão para duvidar disto é que uma vez que o agente formou a intenção e recebeu o dinheiro, ele não tem mais nenhuma razão para realmente beber a toxina: este passo é opcional. No entanto, se sabe desde o início que não vai beber a toxina, é muito questionável se pode realmente formar a intenção correspondente. Isto está intimamente relacionado à ideia de que ter a intenção de fazer algo implica acreditar que se fará isso.  Mas já que o agente não tem nenhuma razão para fazê-lo depois de receber o dinheiro, não acreditaria que o faria. Isto vai contra a ideia de que pode ter a intenção de fazê-lo desde o início.
Vários filósofos concordam que é impossível formar este tipo de intenção. Seu objetivo muitas vezes é encontrar um princípio geral por que é assim. Vários relatos enfocam a ideia de que a razão para realizar a ação está ausente quando chega a hora de realizá-la. Então o agente tem uma razão para formar a intenção hoje, mas não uma razão para realizar a ação amanhã. Portanto, a razão para formar a intenção é diferente da razão para realizar a ação. Isto às vezes é expresso dizendo que o agente tem o "tipo errado de razão" (wrong type of reason) para formar a intenção. Por conta disso, é impossível formar a intenção porque o tipo certo de razão para a intenção é derivado da razão da ação mesma, que está ausente.
Mas nem todos concordam que formar a intenção é impossível. De acordo com a solução racionalista, por exemplo, é possível formar a intenção porque há uma razão decisiva para beber a toxina. A ideia por trás desta abordagem é que existem duas opções hoje: (1) não formar a intenção e não beber a toxina ou (2) formar a intenção e beber a toxina. Já que a segunda opção maximiza a utilidade, é racional segui-la e beber a toxina. A dificuldade para esta abordagem consiste em explicar como o agente pode manter sua intenção de beber a toxina depois de receber o dinheiro.

### Moralidade
É frequentemente sugerido que as intenções do agente desempenham um papel central no valor moral das ações correspondentes. Isto é às vezes denominado "princípio de intenção": a tese de que se uma ação é moralmente permissível às vezes depende da intenção do agente para realizar esta ação. Nesta visão, um ato de outra forma permissível pode ser impermissível se é motivado por más intenções. Por exemplo, um médico administra uma droga letal a um paciente sofredor e doente terminal que consente. Os defensores do princípio da intenção podem afirmar que depende da intenção do médico se esta ação é permissível. Especificamente, isto diz respeito se é feito com a intenção de aliviar a dor do paciente ou com a intenção de se livrar de um inimigo desprezado. Os oponentes podem afirmar que a diferença moral em questão diz respeito apenas à avaliação do médico como pessoa, mas não à sua ação. Nesta visão, há uma diferença entre os valores morais das pessoas e das ações: as intenções dizem respeito ao valor moral das pessoas, mas não das ações. O princípio da intenção geralmente também é rejeitado pelos consequencialistas. Sustentam que apenas as consequências de uma ação importam, mas não como ela foi motivada. Segundo os utilitaristas, por exemplo, uma ação é correta se produz o maior bem para o maior número de pessoas. Em alguns casos, mesmo ações realizadas com más intenções podem ter esse efeito.
Immanuel Kant é um famoso defensor do princípio de intenção. Para ele, é fundamental que não se aja apenas externamente de acordo com o dever, que ele denomina "legalidade" (Legalität). Em vez disso, o agente também deve ser motivado interiormente pela intenção correta, que ele denomina "moralidade" (Moralität). Nesta visão, doar muito dinheiro para instituições de caridade ainda é, em certo sentido, moralmente falho se for feito com a intenção de impressionar outras pessoas. Segundo Kant, a intenção principal sempre deve ser cumprir o dever: a boa vontade consiste em cumprir o dever pelo dever.
A princípio do duplo efeito é um princípio intimamente relacionado. Afirma que há casos em que o agente pode não ter a intenção de prejudicar outros, mesmo se este dano for utilizado como um meio para um bem maior. Mas em casos equivalentes de outra forma, é permitido prejudicar outros se esse dano for um efeito colateral, ou um duplo efeito, mas não um meio. Deste ponto de vista, por exemplo, o bombardeio de terror de uma fábrica de munições para enfraquecer a determinação do inimigo, matando todos os civis que trabalham nela, não é permitido. Mas realizar o mesmo ataque como um bombardeio tático para reduzir o fornecimento de munição do inimigo é permitido, apesar de prever a mesma quantidade de vítimas civis como efeito colateral. Muitos dos argumentos dirigidos ao princípio da intenção também se aplicam a princípio do duplo efeito. Argumentos adicionais concentram-se na dificuldade de estabelecer uma distinção geral entre os meios intencionados e os efeitos colaterais antecipados.